# 長崎みなとメディカルセンター成人病センター
長崎みなとメディカルセンター成人病センター（ながさきみなとめでぃかるせんたーせいじんびょうせんたー）は、長崎県長崎市にあった医療機関。地方独立行政法人長崎市立病院機構によって設置・運営されている病院であった。
長崎みなとメディカルセンター市民病院への統合により、2016年（平成28年）3月27日に閉院した。跡地は2021年（令和3年）に新築した社会福祉法人十善会の十善会病院。

## 歴史
- 1885年（明治18年）12月 - 長崎県が長崎区内外でのコレラ大流行を受け、竹ノ久保に「長崎伝染病院」を開設。
- 1922年（大正11年）4月 - 隣接地に消毒所が設置される。
- 1929年（昭和4年）- 消毒所が廃止される。
- 1931年（昭和6年）4月1日 - 消毒所が再設置される。
- 1937年（昭和12年）
  - 9月1日 - 「長崎市長崎病院」に改称。
  - 12月 - 「長崎市立長崎病院」に改称。
- 1945年（昭和20年）
  - 8月9日 - 長崎市への原子爆弾投下により、焼失。
  - 9月 - 銭座国民学校校舎を応急修理した上で仮病院として診療を開始。
- 1947年（昭和22年）3月 - 元の敷地に病棟2棟を新築し復旧。
- 1949年（昭和24年）9月 - 厚生省と長崎民事部[2]の要請で結核患者の診療と内科外来診療を開始。
- 1950年（昭和25年）3月 - 消毒所を再開。
- 1952年（昭和27年）8月1日 - 眼科を新設。
- 1954年（昭和29年）3月29日 - 木造2階建ての結核病棟を増築。
- 1955年（昭和30年）
  - 8月 - レントゲン断層撮影機を設置。
  - 9月21日 - 4階部分を増築。病院裏にブロック2階建ての病棟を新設。内科から小児科が独立。検査科を設置。
- 1956年（昭和31年）12月 - 病棟を増築。
- 1957年（昭和32年）7月1日 - 総合病院に認定される。
- 1971年（昭和46年）8月24日 - 新結核病棟が完成。
- 1978年（昭和53年）10月12日 - 休日夜間急患診療所を開設。
- 1979年（昭和54年）
  - 3月26日 - 鉄筋コンクリート造6階建て（地下1階・地上5階）の新病棟が完成。
  - 4月1日 - 「長崎市立病院成人病センター」に改称。
- 1984年（昭和59年）7月1日 - 市民病院を本院、成人病センターを分院と位置づけ一元管理体制を開始。
- 1992年（平成4年）7月1日 - 成人病センターとの一元管理体制を廃止。
- 2012年（平成24年）4月1日 - 地方独立行政法人長崎市立病院機構による運営に変更。
- 2014年（平成26年）
  - 2月24日 - 「長崎みなとメディカルセンター成人病センター」に改称。
  - 7月1日 - 一般病棟のうち48床を休床とする。
- 2016年（平成28年）3月27日 - 長崎みなとメディカルセンター市民病院への統合により、閉院[3]。

## 診療科
- 内科
- 呼吸器内科
- 消化器内科
- 循環器内科
- 心臓血管外科
- 泌尿器科
- 放射線科
- 血液内科
- 腎臓内科

## 施設
本館（6階建て（地上1階・地上5階））・中央棟（3階建て）・南病棟（2階建て）からなる。
本館
- 4階 - 一般病棟（休床中）
- 3階 - 一般病棟
- 2階 - 検査室、総合医局、第1医局
- 1階 - 受付、会計、薬局、外来診察室、放射線室

中央棟
- 2階 - 第2・3医局

南病棟
- 2階 - 結核病棟、感染症病棟

## 指定・認定
- 第二種感染症指定医療機関
- 救急告示病院

## 長崎市の市立病院再編
長崎市内においては2006年（平成18年）1月5日の時点で、市により開設される病院が市民病院と当院、野母崎病院、琴海病院の4ヶ所あった。野母崎病院と琴海病院は市町村合併時にそれぞれ旧野母崎町・旧琴海町から継承された。市立病院再編によりまず2010年（平成22年）4月に琴海病院を民間に移譲し（現・ニュー琴海病院）、2011年（平成23年）4月に野母崎病院を野母崎診療所とした。残る市民病院と当院は、両病院の施設の老朽化と長崎市病院会計の経営改善の必要性から再編が検討され、最終的に現在、同市新地町にある市民病院の場所及び隣接地に新しい病院を建設し両病院を統合することになった。新病院（長崎みなとメディカルセンター市民病院）は2014年（平成26年）2月に一部開院しており、2015年（平成27年）度に全体工事が竣工した。

## 交通アクセス
- 長崎自動車（長崎バス）「淵町（ふちまち）」下車後徒歩5分。
- 九州旅客鉄道（JR九州）「浦上駅」から車で約10分。

## 周辺
- 稲佐警察署淵交番
- 三菱重工総合体育館・武道館・スポーツセンター